# Luna 22
Luna 22 (ryska: Луна-22) var en sovjetisk rymdsond i Lunaprogrammet. Rymdsonden sköts upp den 29 maj 1974, med en Proton-K/D raket. Farkosten gick in i omloppsbana runt månen den 2 juni 1974. I november 1975 bröt man kontakten med rymdsonden.
Trots att farkosten inte var en landare, så var den baserad på Lunochod och dess landare.

### Fotnoter
1. ↑  ”NASA Space Science Data Coordinated Archive” (på engelska). NASA. https://nssdc.gsfc.nasa.gov/nmc/spacecraft/display.action?id=1974-037A. Läst 25 mars 2020.